# Матишак, Клаус
Клаус Матишак (нем. Klaus Matischak; род. 24 октября 1938, Ботроп, Вестфалия) — немецкий футболист, нападающий.

## Биография
Родился 24 октября 1938 года в Боттропе. В футбол начал играть в составе местного «Боттропа». За три сезона в составе команды провёл 67 матчей и забил 31 гол. В 1957 году сыграл за юношескую сборную ФРГ в матче против Венгрии. Также ещё ранее Матишак в 3 матчах за любительскую сборную страны забил 4 мяча. После 3 лет в «Ботропе» Клаус перебрался в именитый «Карлсруэ», но там заиграть у него не получилось. В 1960 году уже потерявший доверие тренера Матишак перешёл в «Пирмазенс», где его вновь ждал успех — за 2 года — 44 матча и 42 гола. В 1962 году Клаус перебрался в кёльнскую «Викторию», где под руководством Ханнеса Вайсвайлера забил 17 голов в сезоне 1962/63. В новообразованную Бундеслигу «Викторию» не взяли, поэтому в 1963 году Матишак перешёл в «Шальке 04». В новом турнире Клаус стал одним из главных бомбардиров, забил в первом сезоне Бундеслиги 18 мячей. Его хет-трик 14 декабря 1963 года в ворота «Саарбрюккена» (с 47 по 59 минуты) до сих пор остаётся одним из самых быстрых хет-триков в истории чемпионата Германии.
Когда «Шальке» начал испытывал финансовые проблемы, а для Матишака материальный вопрос стоял далеко не на последнем месте, в 1964 году футболист перешёл в «Вердер». В новом клубе Клаус сразу же стал звездой и помог бременцам впервые выиграть чемпионат ФРГ, забив в 19 матчах 12 голов. Однако в следующих сезонах результативность Матишака резко упала — 21 игра и 8 голов в сезоне 1966/67. А в 1968 году он и вовсе провёл всего 2 матча. В итоге из-за многочисленных травм Клаус принял решение завершить карьеру в возрасте 27 лет.
В 1976—1977 годах работал в «Вердере» финансовым аналитиком. 
Уже после завершения карьеры Клаус познакомился с американкой немецкого происхождения Евой и после женитьбы уехал в США, где и живёт по сей день. Вместе с женой является владельцем ресторана «Старый Гейдельберг» в Нью-Йорке.

## Достижения
«Вердер»
- Чемпион ФРГ: 1964/65